# Law Kwun Wa
Pour les articles homonymes, voir Law.
Dans ce nom, le nom de famille, Law, précède le nom personnel.
Law Kwun Wa (羅冠華), né le 4 août 1995, est un coureur cycliste hongkongais. Il participe à des compétitions sur route et sur piste.

## Palmarès sur piste
- 2013
  -  Champion de Hong Kong de vitesse juniors
  - 2e du championnat de Hong Kong du kilomètre juniors
- 2015
  -  Champion de Hong Kong de poursuite par équipes (avec Leung Chun Wing, Leung Ka Yu et Maximilian Mitchelmore)
  -  Champion de Hong Kong de vitesse par équipes (avec Leung Chun Wing et Leung Ka Yu)
  - 3e du championnat de Hong Kong de poursuite

## Classements mondiaux
| Année         | 2016 |
| ------------- | ---- |
| UCI Asia Tour | 315e |